# Sinkat
Sinkat es una pequeña ciudad en el este de Sudán.
Es la principal ciudad del distrito del mismo nombre y, en algunos aspectos, la "capital" de la Hadendowa.

## Transporte
Está servida por una estación en la línea principal de la red ferroviaria de Sudán.